# Ясінка (річка)
Я́сенка (інші назви — Ясінка, Ясениця) — річка в Українських Карпатах, у межах Самбірського району Львівської області. Права притока Стрию (басейн Дністра).

## Опис
Довжина 11 км, площа басейну 29 км². Річка типово гірська. Долина вузька і глибока, в багатьох місцях заліснена. Річище слабозвивисте, кам'янисте, з багатьма перекатами і бистринами. 

## Розташування
Ясенка бере початок на південь від села Ясенка-Стецьова, серед гір західної частини Сколівських Бескидів. Тече переважно на північний схід, місцями на північ. Впадає до Стрию біля північної околиці села Ясениці. 